# Falcon (винтовка)
Falcon — чешская крупнокалиберная снайперская винтовка.

## История
Крупнокалиберная винтовка «Falcon» была разработана в 1990е годы акционерной компанией «Zbrojovka Vsetín». Предсерийный прототип был изготовлен под советский патрон 12,7х108 мм и предложен для вооружения спецподразделений, сухопутных войск Чехии и на экспорт. В январе 1998 года испытания винтовки были завершены и весной 1998 года началось их серийное производство. 12 марта 1999 года Чехия вошла в состав блока НАТО и приняла на себя обязательства по переходу на стандарты НАТО (стандартным патроном в котором является патрон .50 BMG).
В дальнейшем, компания-производитель была реорганизована и получила новое наименование - ZVI Inc.

## Описание
Оружие скомпоновано по схеме буллпап. На дульной части ствола установлен тормоз-компенсатор. Для снижения отдачи приклад снабжён подпружиненным затыльником-амортизатором. Затвор конструкции Маузера с двумя боевыми упорами, магазин несъёмный, на 2 патрона.
Винтовка оснащена складными сошками, комплектуется оптическим прицелом и на неё может быть установлен ночной прицел. Стандартным прицелом является оптический прицел Meopta ZD 10x50, который выпускает предприятие «Meopta-optika» в городе Пршеров.

## Варианты и модификации
- OP 96 под патрон 12,7×108 мм[1]; выпускается в двух модификациях - OP 96 BÚ (с оптическим прицелом Meopta ZD 10x50) и OP 96N (с ночным прицелом Meopta ZN 6x)[2]
- OP 99 под патрон 12,7×99 мм[1][2]